# Puerta del Cambrón
La Puerta del Cambrón es una puerta situada en el sector oeste de la ciudad española de Toledo, en Castilla-La Mancha.

## Descripción
Denominada también previamente «Puerta de los Judíos» o «Puerta de Santa Leocadia», se ha especulado con la posibilidad de que el nombre de la puerta, del Cambrón, tuviera su origen en el crecimiento de una zarza o planta espinosa en lo alto de las ruinas de una de las torres, antes de la última reconstrucción de la puerta, en 1576. Tiene la catalogación de Bien de Interés Cultural.
De estilo renacentista, cuenta con dos pares de torres y dos arcos, estando construida en piedra y ladrillo. Sufrió un par de reconstrucciones en la década de 1570, la última hacia 1576. Se cree que participaron en estas obras los maestros de obra Hernán González y Diego de Velasco, así como Juan Bautista Monegro, que esculpiría una figura de Santa Leocadia en la puerta. La puerta sufrió desperfectos y daños durante la guerra civil española. En la madrugada del 23 de agosto de 1936, en la Puerta del Cambrón de Toledo, los milicianos fusilaron a ochenta personas, gran parte de ellas sacerdotes, religiosos y miembros de asociaciones católicas, entre los cuales se encontraba Manuel Basarán del Águila

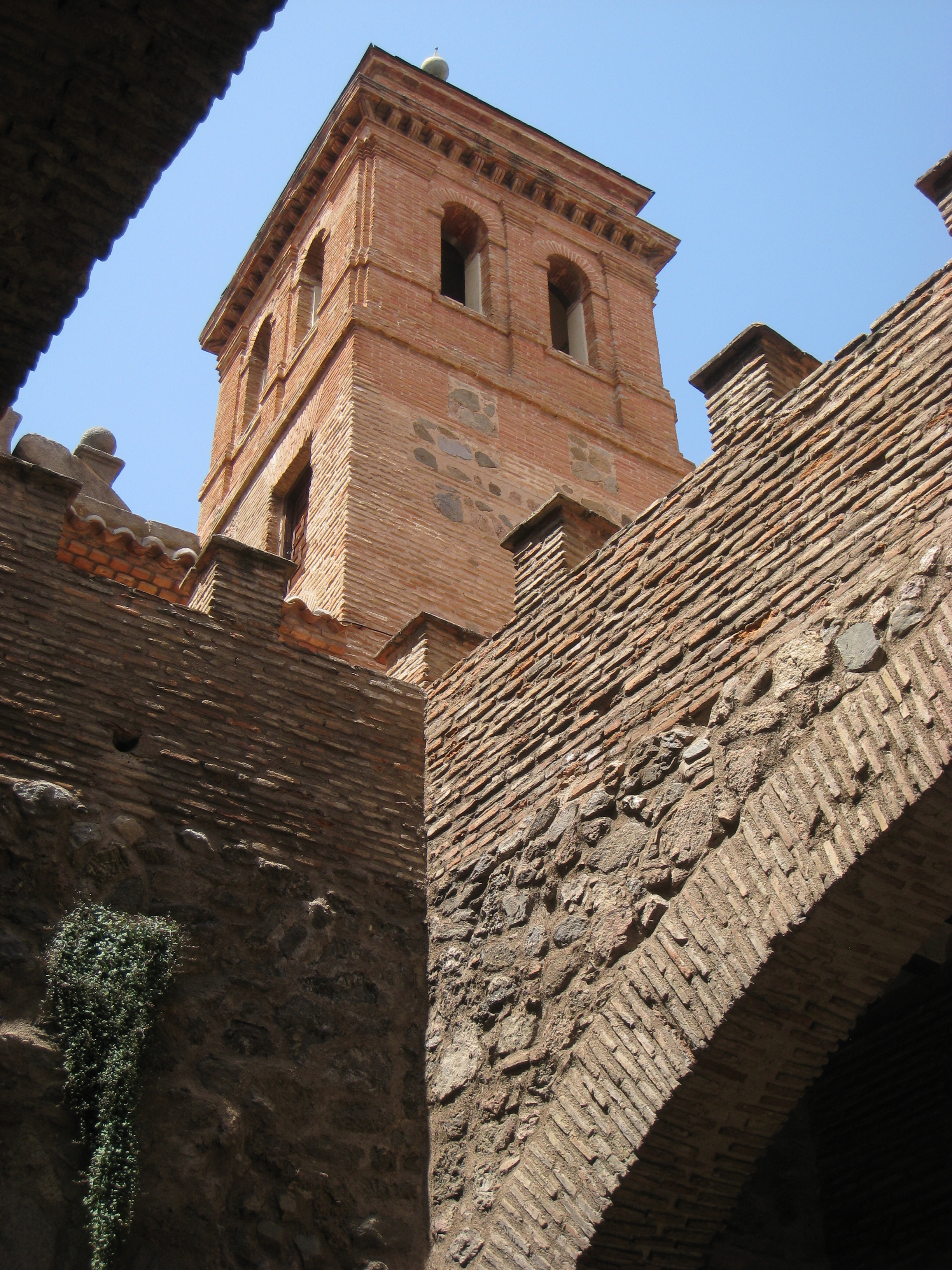
Detalle de una de las torres
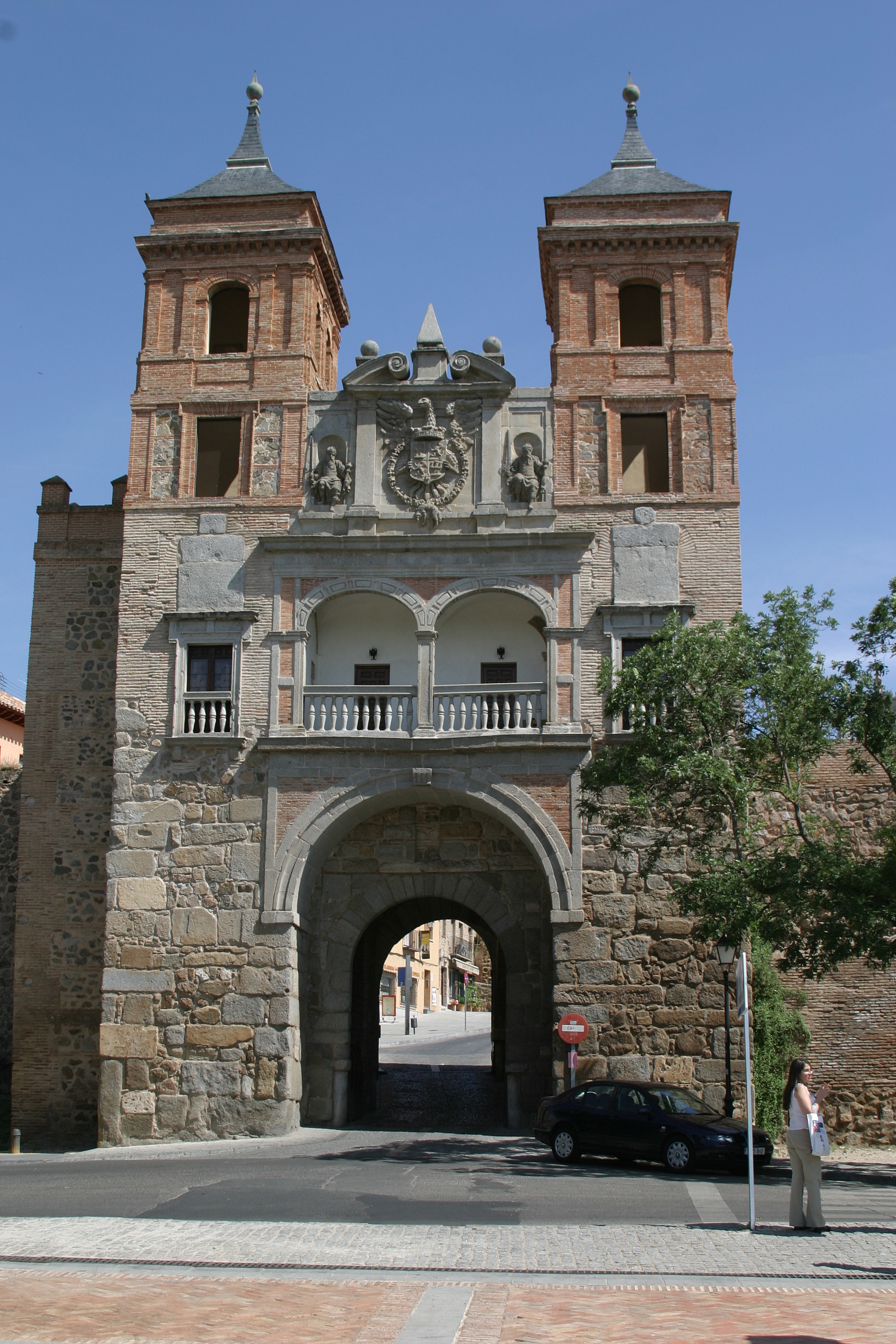
Fachada noroeste
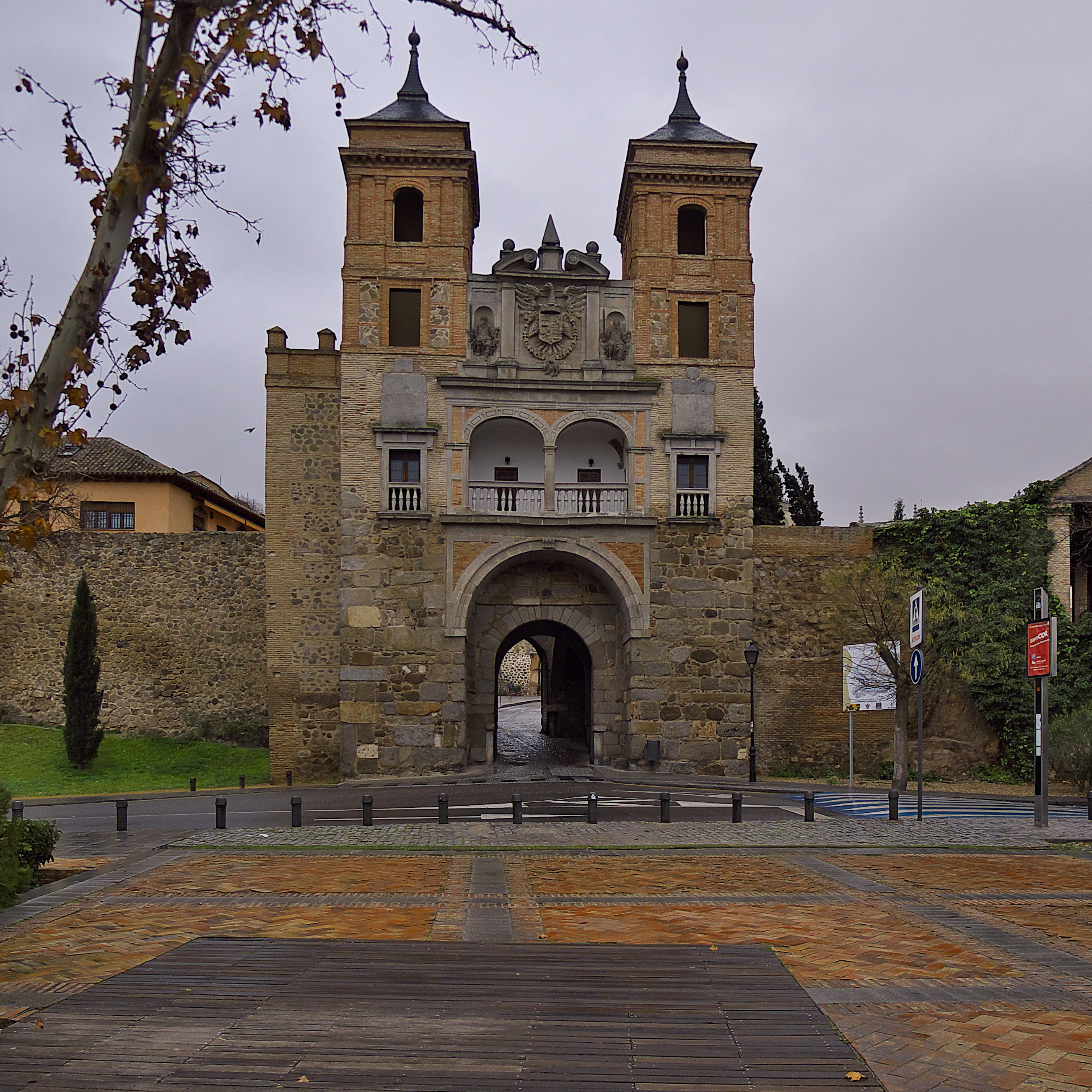
Fachada noroeste, lado externo
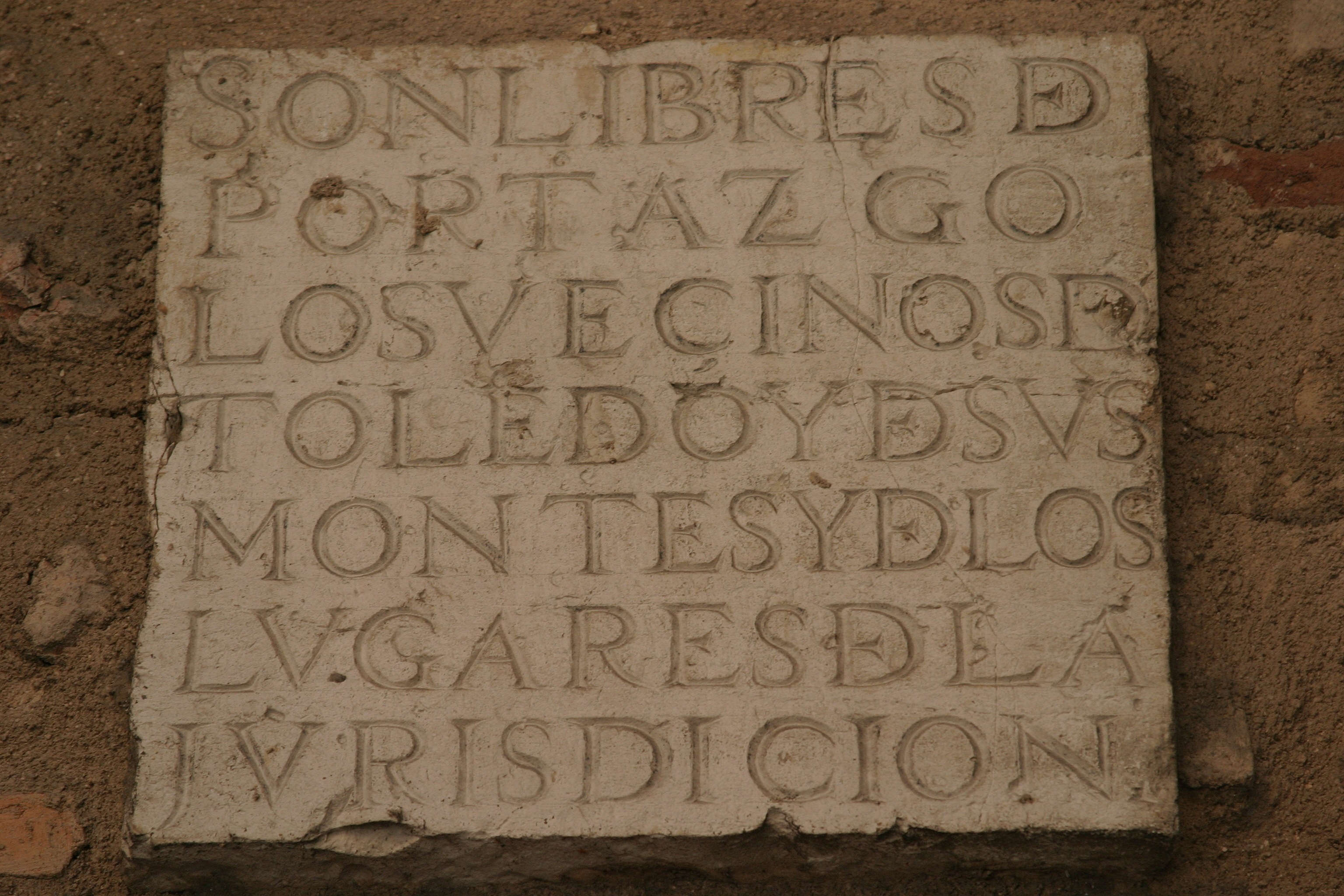
Inscripción
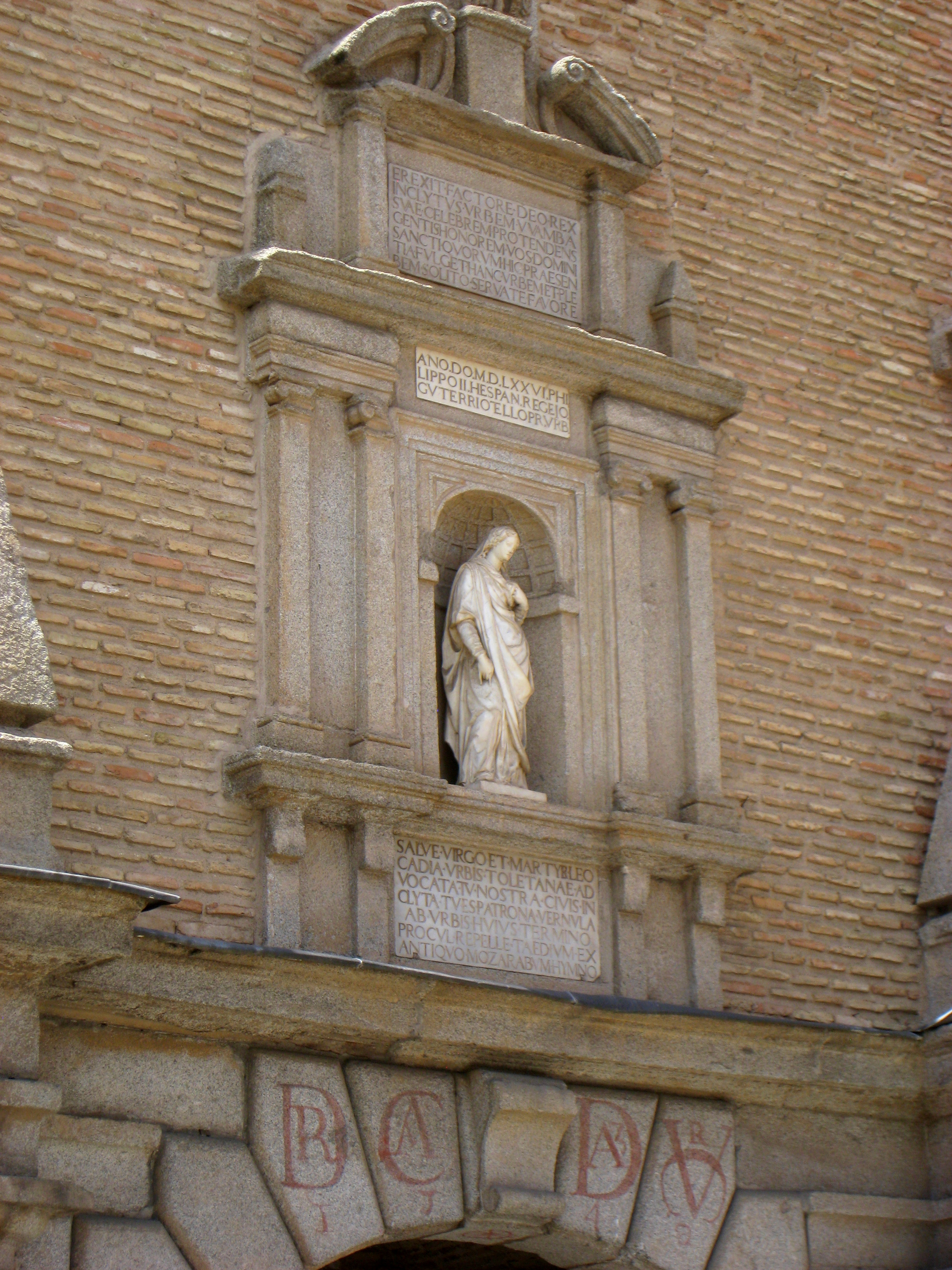
Detalle de la puerta
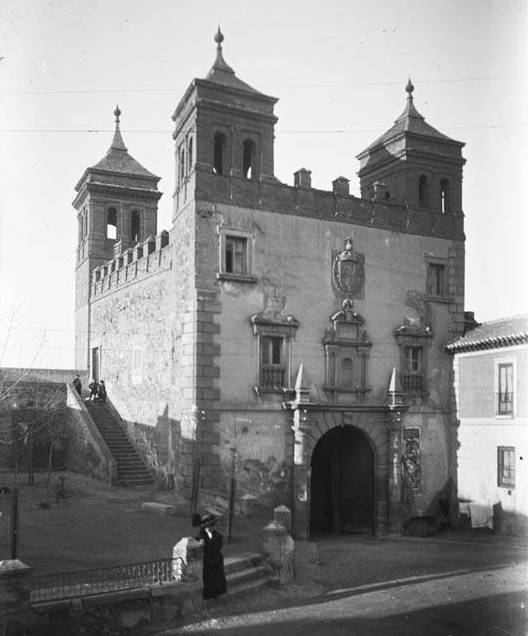
Fotografía de finales del siglo XIX o comienzos del XX

## Referencias

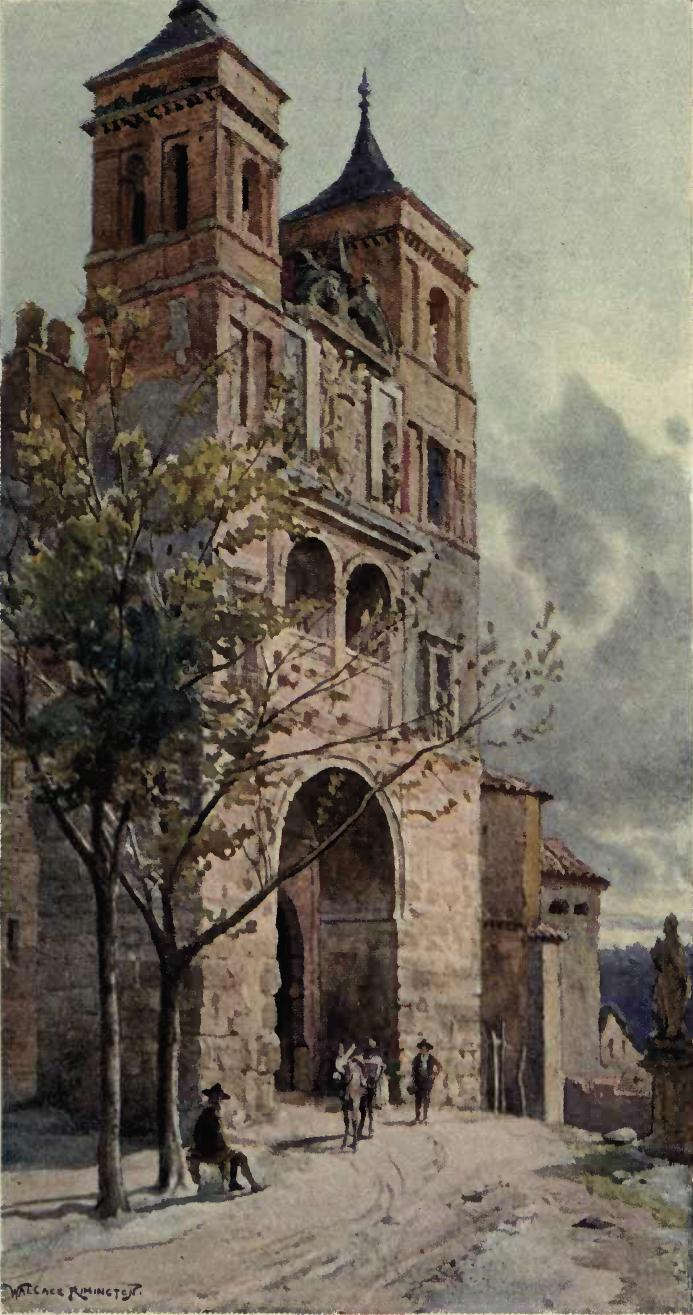
Ilustración de A. Wallace Rimington (The Cities of Spain, 1909)